# Lega Santa (1511)
La Lega Santa del 1511 fu un'alleanza stipulata il 4 ottobre 1511, contro Luigi XII re di Francia, da papa Giulio II, la Repubblica di Venezia, Ferdinando II d'Aragona e i cantoni Svizzeri. Enrico VIII d'Inghilterra fece parte della lega dal novembre 1511, in quanto aveva preso in moglie la figlia del re d'Aragona. Nel 1512 anche l'imperatore asburgico Massimiliano I d'Asburgo abbandonò l'alleanza con la Francia per unirsi alla Lega Santa.

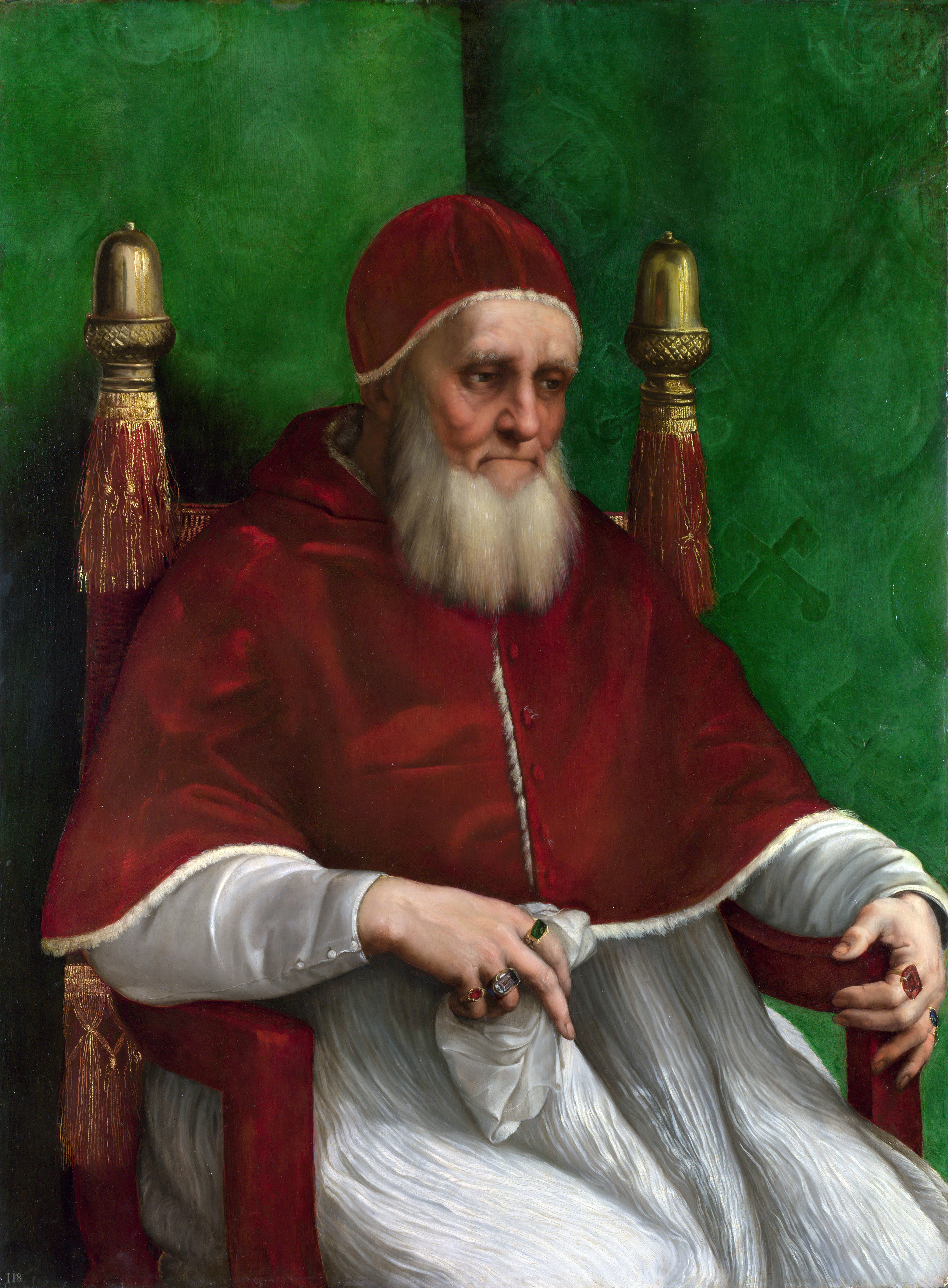
Papa Giulio II

La lega venne stipulata dopo lo scioglimento nel 1510 della Lega di Cambrai, che vedeva papa Giulio II alleato con la Francia contro la Repubblica di Venezia, ed aveva l'obiettivo di contrastare le mire espansionistiche di Luigi XII e di "liberare l'Italia", ovvero di porre fine all'occupazione francese del Ducato di Milano.
La spedizione del re di Francia Carlo VIII a Napoli, nel 1494, e la conquista francese di Milano ad opera del suo successore Luigi XII di Francia, nel 1499, avevano compromesso l'equilibrio tra le potenze che vigeva a Milano. Sulla base del matrimonio di suo nonno con Valentina Visconti, Luigi XII di Francia avanzò pretese dinastiche sulla città.

## Corso degli avvenimenti e sviluppo
Il papa, la repubblica di Venezia, la Spagna, gli Asburgo e la Francia si contendevano l'importante ducato di Milano stringendo coalizioni mutevoli. In tale contesto di instabilità, la forza militare dei Confederati assunse un ruolo rilevante: a partire dalle guerre in Borgogna la domanda di soldati mercenari svizzeri da parte delle grandi potenze aveva reso i cantoni partecipi della politica europea.
La vittoria della Lega di Cambrai contro la repubblica di Venezia, nel 1509, fece della Francia la potenza dominante nell'Italia settentrionale, ma papa Giulio II si oppose a questa evoluzione. Quest'ultimo, grazie alla mediazione del cardinale Matteo Schiner, nel 1510, riuscì a stipulare con i confederati un'alleanza militare di cinque anni rivolta contro la Francia.
Il 4 ottobre 1511 il papa riunì la Spagna e la repubblica di Venezia nella Lega Santa, a cui il 14 novembre aderì anche l'Inghilterra, il cui obiettivo era quello di riconquistare i territori sottratti allo Stato Pontificio e di ridurre l'influenza della Francia. I Confederati non aderirono formalmente alle Lega, ma nella cosiddetta spedizione del freddo inverno, nel 1511, scesero in campo a fianco del pontefice contro la Francia, nel contesto delle guerre d'Italia. Per mettere in piedi questo esercito il papa prometteva quattrocento uomini d'arme, cinquecento cavalli e seimila fanti, la repubblica di Venezia ottocento uomini d'arme, mille cavalli ed ottomila fanti, il re di Spagna milleduecento uomini d'arme, mille cavalli e diecimila fanti.
Inizialmente, gli eventi andarono contro le aspettative dei componenti della Lega Santa. Verso la fine di dicembre 1511 l'esercito della Lega si raccolse intorno ad Imola con il doppio intento di assalire il ducato di Ferrara e conquistare Bologna. Nel frattempo sedicimila fanti svizzeri scendevano in Lombardia e giungevano fin presso Milano, ma il generale francese Gaston de Foix-Nemours, mandato a governare Milano, dapprima ne sorvegliò le mosse e poi li indusse a ritornare in Svizzera. 

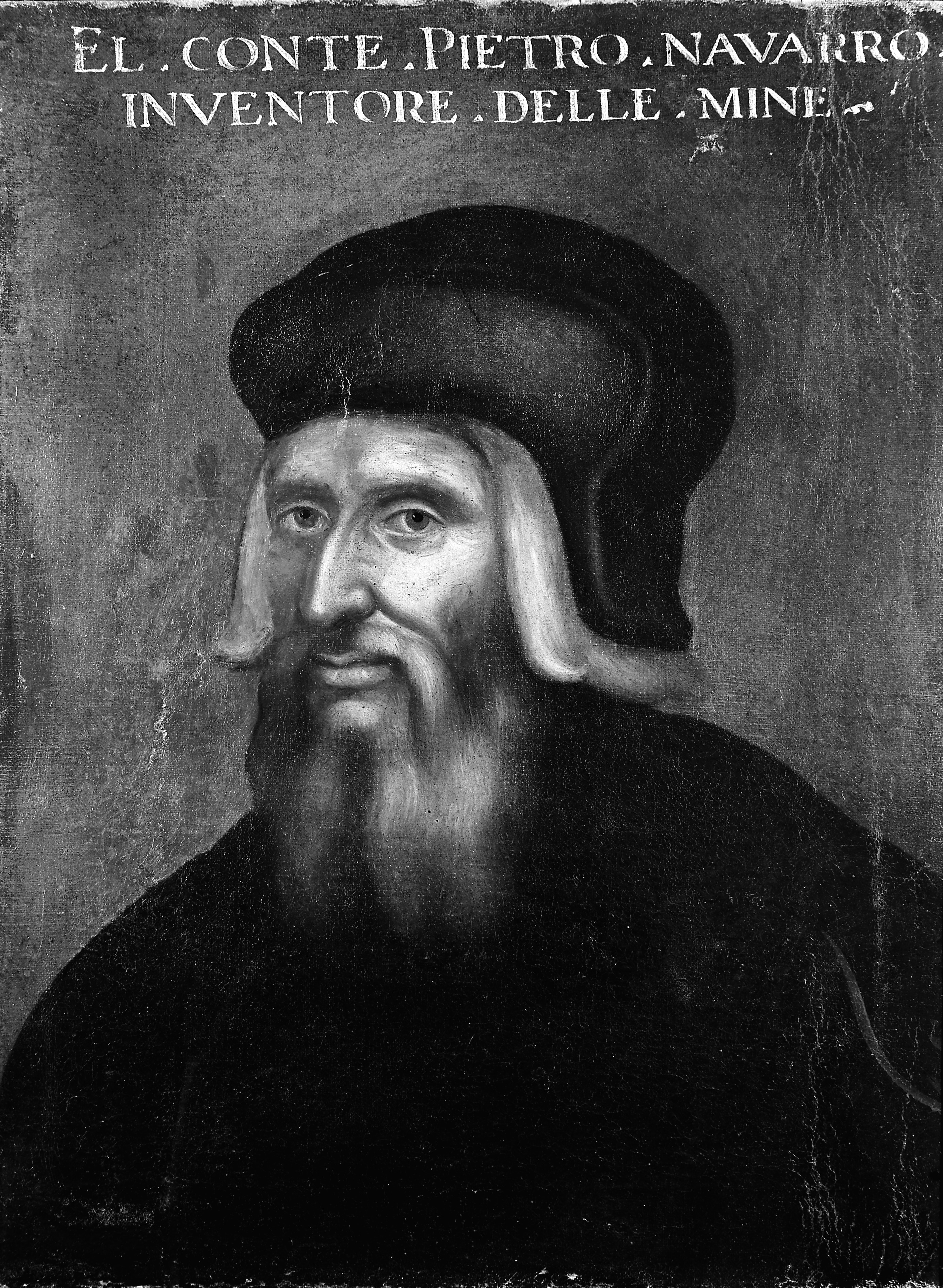
Pietro Navarro

Sul finire del gennaio 1512 gli spagnoli e i pontifici cinsero d'assedio Bologna e le artiglierie furono subito messe in azione sbrecciando le mura, sotto la direzione dell'ingegnere Pietro Navarro. La città stava per essere assalita quando, nella notte tra il 4 ed il 5 febbraio, vide giungere in suo soccorso l'intero esercito francese comandato da Gaston de Foix-Nemours. Col suo arrivo indusse i nemici a levare l'assedio e a ritirarsi nella Romagna, nonostante i francesi, il giorno prima, avessero subito un grave rovescio in Lombardia, dove Brescia era stata espugnata dai veneziani, comandati da Andrea Gritti. Inoltre, Bergamo e le altre terre della repubblica occupate dai francesi, escluse Crema e Cremona, erano riuscite a cacciare gli stranieri.
Il 19 febbraio i francesi assalirono Brescia in una battaglia impetuosa, durante la quale i veneziani si difesero ma alla fine dovettero cedere al numero dei nemici e la città, tornata in possesso dei francesi, venne saccheggiata. Per due giorni interi uccisero, torturarono, rubarono e stuprarono, finché Gaston de Foix-Nemours ordinò che cessassero le stragi ed il saccheggio. Così le soldatesche furono fatte uscire dalla città cariche di bottino.
Dopo la presa di Brescia ci fu una breve tregua nelle operazioni di guerra, che necessariamente doveva essere breve per la situazione critica in cui si trovava Luigi XII di Francia, minacciato dalla parte dei Pirenei da Ferdinando II d'Aragona, dal nord da Enrico VIII d'Inghilterra e dagli svizzeri che parevano disposti a scendere nuovamente in Lombardia. Il re di Francia spingeva Gaston de Foix-Nemours a proseguire le operazioni per costringere il pontefice ed i veneziani alla pace e fare ritorno in patria. Dopo un mese circa di riposo, il giovane generale si spinse verso la Romagna cercando di indurre Raimondo de Cardona ad una battaglia. 
Gaston de Foix-Nemours si mosse contro Ravenna sicuro che il nemico non avrebbe lasciato scoperta la città e l'8 aprile vi giunse cominciando subito a bombardarla, aprendo nelle mura alcune brecce. Il giorno dopo fu tentato un assalto che, sebbene vigoroso, fu respinto dal presidio comandato da Marcantonio Colonna, mentre Raimondo de Cardona si muoveva da Faenza con tutto il suo esercito per soccorrere la città assediata. Il 10 aprile giunse alle rive del Bidente-Ronco, proprio difronte all'esercito francese, ed il giorno dopo, la domenica di Pasqua, cominciò la battaglia.

### Battaglia di Ravenna
L'esercito francese era ordinato a semicerchio: la destra, protetta dalla numerosa artiglieria del duca di Ferrara, si componeva di settecento uomini armati francesi e della fanteria tedesca; il centro era formato di ottomila fanti guasconi e piccardi; la sinistra era forte di cinquemila italiani comandati da Federico di Bozzolo e da tremila arcieri. L'esercito nemico di Raimondo de Cardona stava trincerato alla riva del Bidente-Ronco: alla sinistra stava Fabrizio I Colonna con ottocento uomini d'arme e seimila pedoni; al centro il Cardona ed il cardinale Giovanni de' Medici, legato pontificio, con seicento lance e quattromila fanti; alla destra c'erano quattrocento uomini d'arme e quattromila fanti, protetti da una schiera di cavalli al comando del giovane marchese Ferdinando d'Avalos. Così, i francesi passarono indisturbati il Bidente-Ronco e sempre in formazione a semicerchio avanzarono verso il nemico, fermandosi poi a quattrocento passi ed iniziando il cannoneggiamento, a cui rispose il tiro delle artiglierie spagnole che causarono gravissime perdite alle fanterie francese e tedesca.
L'assalto tentato dai fanti di Gaston de Foix-Nemours fu nettamente respinto, ma la medesima sorte subì un contrattacco spagnolo; in questa prima fase dell'attacco la peggio toccò ai francesi che persero il novanta per cento dei capitani della loro fanteria e parecchie migliaia di soldati. La seconda fase rialzò le sorti dell'esercito francese per merito del duca Alfonso I d'Este. Quest'ultimo, portate le sue barriere sulla sinistra, aprì il fuoco prendendo il nemico e, non potendo resistere in posizione d'attesa al fuoco dell'artiglieria, Prospero Colonna, malgrado gli ordini contrari di Raimondo de Cardona, uscì arditamente all'attacco con i suoi uomini, costringendo Pietro Navarro a seguirlo con la fanteria spagnola.
Gli uomini del Colonna, mentre avanzavano contro l'artiglieria estense che li aveva decimati, furono presi di fianco da una schiera nemica e sconfitti; rotto questo schieramento, Raimondo de Cardona prese la fuga. Il marchese di Pescara invece tentò di arrestare la cavalleria francese, ma venne ferito e fatto prigioniero, lasciando tutto il peso della battaglia sulle spalle della fanteria spagnola. Quest'ultima, dopo aver fatto una orribile strage contro i fanti tedeschi, venne assalita difronte e dai lati dalla cavalleria francese, personalmente comandata da Gaston de Foix-Nemours.
Rimasta sola difronte a tutto l'esercito nemico, la fanteria spagnola cominciò a ritirarsi, respingendo valorosamente gli attacchi francesi e, durante questa ritirata, i francesi persero il loro generale, che aveva condotto quella battagli a soli 23 anni. Spintosi audacemente tra la fanteria con una squadra di cavalli, fu sbalzato di sella ed ucciso a colpi di picca e di spada. Morto il loro capo, i francesi arrestarono la loro avanzata e di conseguenza cessò la battaglia, la più sanguinosa di tutte quelle che da molto tempo si combattevano in Italia, con un numero di morti rimasti sul campo, tra i dieci e i ventimila.
L'esercito di Raimondo de Cardona lasciò nelle mani del nemico le artiglierie, le insegne, i bagagli e molti prigionieri, tra cui Prospero Colonna, il marchese di Pescara, Pietro Navarro, i marchesi di Bitonto e della Palude ed il cardinale Giovanni de' Medici. Dopo la battaglia, Ravenna cadde in potere dei francesi ed Imola, Forlì, Cesena e Rimini aprirono le porte ai vincitori. Sebbene vincitori e padroni della Romagna, i francesi non furono in grado di continuare l'offensiva, privi di un capo autorevole e con il desiderio di Luigi XII di Francia di giungere ad una pace con il papa.

### Ritirata dei francesi
L'imperatore Massimiliano I d'Asburgo, subito dopo la battaglia di Ravenna, aveva ordinato alle truppe tedesche di ritirarsi e si apprestava a passare dalla parte opposta, mentre il re di Spagna ed il re d'Inghilterra facevano assalire dai loro eserciti il territorio della Francia. Invece, papa Giulio II era stato fortemente scosso dalla notizia della sconfitta subita nella battaglia di Ravenna. Costernato dall'atteggiamento ostile di molti baroni romani e dello stesso suo nipote Francesco Maria I della Rovere, si era piegato ad entrare in trattative con Luigi XII di Francia.
Riconfortato dall'annuncio dell'indisciplina e debolezza dell'esercito francese, dalle promesse di Ferdinando II d'Aragona di inviare in Italia Gonzalo Fernández de Córdoba e dagli incitamenti degli ambasciatori spagnoli ed inglesi, papa Giulio II riprese animo. Il 3 maggio 1512 aprì il Concilio Lateranense V, in cui ammonì severamente il re di Francia, imponendogli sotto la minaccia della scomunica di rendere la libertà al cardinale Giovanni de' Medici. Così la guerra ricominciava con maggior vigore e ventimila svizzeri, assoldati dal papa, scendevano nel veronese.
Insieme all'esercito veneziano comandato da Giampaolo Baglioni, gli svizzeri passavano il Mincio e l'Oglio ed il 5 giugno occupavano Cremona, costringendo il presidio francese a chiudersi nella cittadella. Nello stesso tempo Bergamo si ribellava ed apriva le porte ai veneziani, mentre dal sud l'esercito della Lega rioccupava Rimini, Ravenna, Cesena e le altre terre della Romagna. Abbandonata Milano, neppure a Pavia i francesi riuscirono a stare tranquilli e, assaliti dall'esercito della Lega, dovettero ben presto abbandonarla, come fecero poi con Lodi.
Bologna venne occupata dalle truppe pontificie e papa Giulio II si impadronì di Reggio Emilia e di Modena ed occupò Parma e Piacenza sotto il pretesto che queste due città facevano parte dell'antico esarcato d'Italia. Milano apre le porte agli alleati della Lega e Genova si ribella acclamando doge Giano Fregoso, il 29 giugno, costringendo il governatore francese a chiudersi nel Forte della Lanterna. Oramai i francesi potevano dirsi cacciati dall'Italia poiché non restavano che questa fortezza genovese, il Castello di Miano, Brescia, Crema, Legnago e le fortezze di Novara e Cremona.
Era tempo perciò di procedere alla divisione dei territori e di ciò che rimaneva; si tenne una dieta a Mantova, in cui fu stabilito di mettere a capo del ducato di Milano Massimiliano Sforza, primogenito di Ludovico il Moro, a cui viene inoltre affidata la protezione della repubblica di Genova. Si decise ancora di mandare un esercito in Toscana per abbattere il governo repubblicano di Firenze e rimettere a capo i Medici. Nell'agosto del 1512 Raimondo de Cardona ed il cardinale Giovanni de' Medici, che aveva sborsato diecimila ducati, alla testa di duecento uomini e cinquemila fanti spagnoli, valicarono gli Appennini.

### Ritorno dei Medici

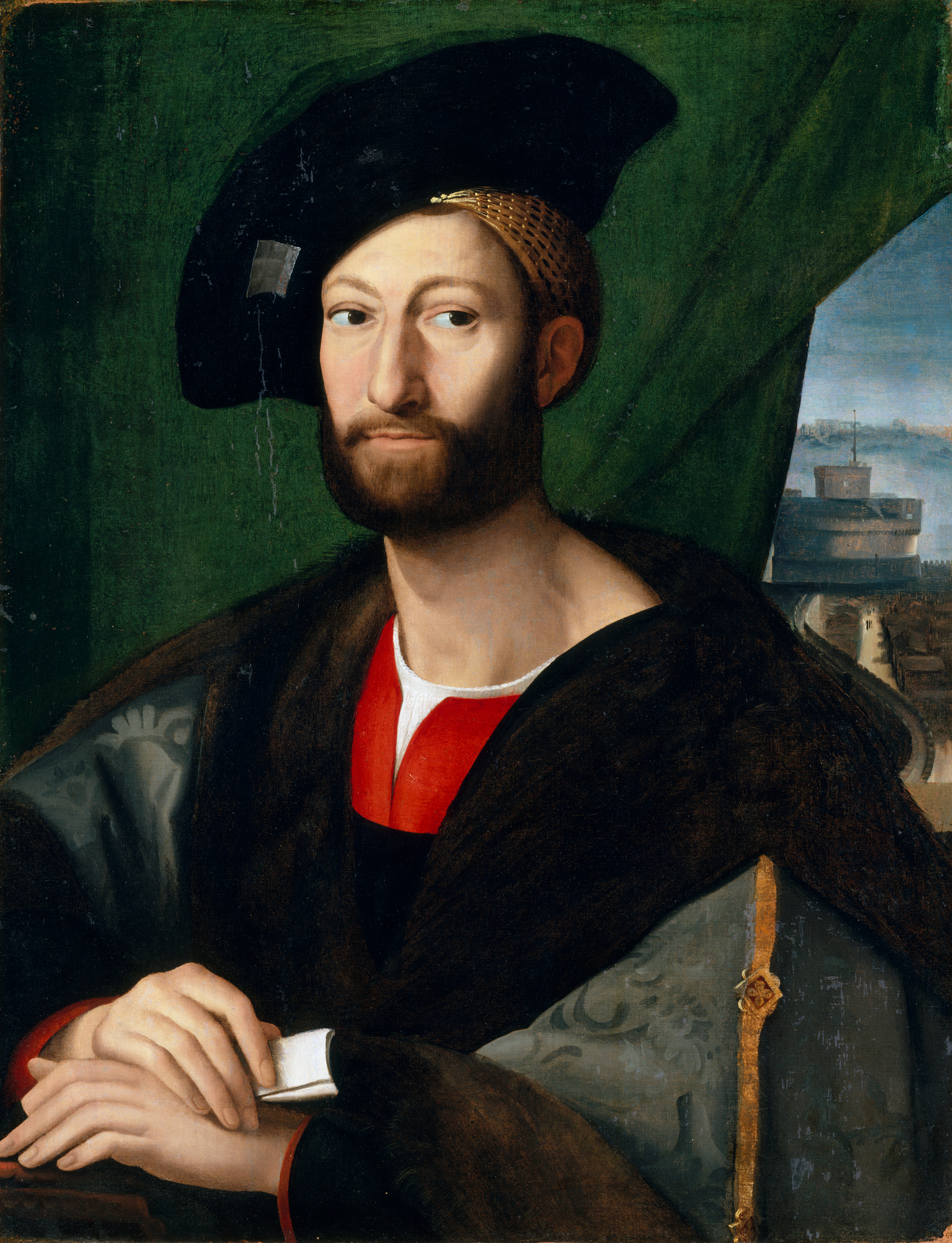
Giuliano de' Medici, duca di Nemours

Raimondo de Cardona avanzò con le sue truppe ed il 29 agosto, dopo brevi tiri di artiglieria, si impadronì di Prato che fu messa orribilmente a sacco; la notizia di questo saccheggio mise in costernazione Firenze. Il gonfaloniere Soderini venne deposto e se ne andò in esilio; al Cardona fu promesso il pagamento di centoquarantamila ducati e a settembre entrarono in Firenze i membri della famiglia dei Medici: il cardinale Giovanni de' Medici, Giuliano de' Medici e Lorenzo de' Medici, duca di Urbino. Con il ristabilimento dei Medici fu abolito il gonfalonierato a vita.
Vennero abrogate tutte le leggi posteriori al 1494 ed il governo, rimasto apparentemente repubblicano, in sostanza fu asservito alla famiglia medicea ed in special modo al cardinale, il quale, del resto, non pensò ad altro che guadagnarsi la simpatia del popolo con feste e ad accrescere con favori il numero dei suoi partigiani. 

### Nuova alleanza di Venezia con Luigi XII
Sul finire dell'anno ebbe luogo a Roma una dieta dei Confederati per risolvere le questioni rimaste insolute durante il congresso di Mantova, fra cui quelle tra l'imperatore Massimiliano I d'Asburgo ed i Veneziani. Il primo, che occupava Verona, reclamava il possesso di Vicenza e non voleva lasciare Padova, Treviso, Brescia, Bergamo e Crema alla repubblica se questa non si obbligava a pagargli un tributo annuo di trentamila fiorini e duecentomila per l'investitura. Il pontefice cercò di convincere i veneziani ad aderire alle pretese di Massimiliano I d'Asburgo, ma alla fine concluse un'alleanza con l'imperatore.
L'alleanza del pontefice, che costrinse i veneziani ad orientarsi verso la Francia, fu l'ultimo atto di papa Giulio II, che nella notte tra il 20 ed il 21 febbraio 1513 cessò di vivere. Il nuovo pontefice Leone X annullò le alleanze del predecessore e la Santa Sede si mostrò aperta alla possibilità di una nuova alleanza francese, che era intenzionata alla riconquista di Milano. Inoltre, il papa mediceo (il suo nome alla nascita era Giovanni di Lorenzo de' Medici) aveva l'interesse di mantenere il governo della sua famiglia in Firenze.
Il 23 marzo 1513, non avendo trovato un proprio tornaconto, Venezia si allontanò dalla Lega Santa, nuovamente in difficoltà a causa dell'accerchiamento di Milano, per schierarsi con la Francia. Questo cambiamento fu causato principalmente da controversie territoriali fra il ducato sforzesco e la Serenissima. La Castiglia di Ferdinando II, l'Impero degli Asburgo e il Ducato di Milano degli Sforza, invece, rimasero fedeli alla lega. Nel 1513, Enrico VIII impegnò l'esercito francese nelle Fiandre, mentre gli Svizzeri si erano attestati in Borgogna, dopo un'incursione a Digione. In seguito gli svizzeri furono indotti a ritirarsi dalla regione francese a causa di un accordo segreto con Luigi XII (che non venne ratificato da quest'ultimo).
Nel Ducato di Milano gli svizzeri sconfissero un esercito di Luigi XII il 6 giugno del 1513 (battaglia di Novara). Tuttavia, la defezione della repubblica di Venezia, unitamente alla morte di papa Giulio II, segnò di fatto la fine della Lega Santa. I Confederati svizzeri non furono in grado di esercitare a lungo il protettorato su Milano.

### Conquista di Milano di Francesco I e nuova alleanza di Leone X
Due anni dopo, il 13-14 settembre 1515, Francesco I di Francia, successore di Luigi XII, affrontò nella battaglia di Marignano gli Svizzeri che erano alla guida di ciò che rimaneva della lega santa. L'alleanza franco-veneta risultò vincitrice e riconquistò Milano. Leone X, che aveva sfruttato il suo ruolo pontificio per fare da mediatore, aveva stabilito accordi con ambedue le parti e nel corso del 1514 si unì al vincitore.
Nell'ottobre del 1515 papa Leone X e Francesco I stipularono l'accordo preliminare franco-pontificio di Viterbo. Questo può essere considerato, di fatto, il punto finale della lega santa. I contenuti dell'accordo di Viterbo ebbero una conferma ufficiale nel Concordato di Bologna del 18 agosto 1516. L'alleanza di Leone X con Francesco I durò fino alla primavera del 1521.

## Analogie fra la Lega Santa del 1495 e la Lega Santa del 1511
Nel contesto delle guerre italiane del Rinascimento, è possibile notare delle affinità fra la Lega Santa del 1511 e la Lega Santa del 1495, in quanto in entrambi i casi si trattava di grandi alleanze di stati cattolici su iniziativa papale per ostacolare i tentativi egemonici francesi nella penisola.